# Blang (Mila)
Blang is een bestuurslaag in het regentschap Pidie van de provincie Atjeh, Indonesië. Blang telt 293 inwoners (volkstelling 2010).